# Demokratischer Aufbruch

Logo

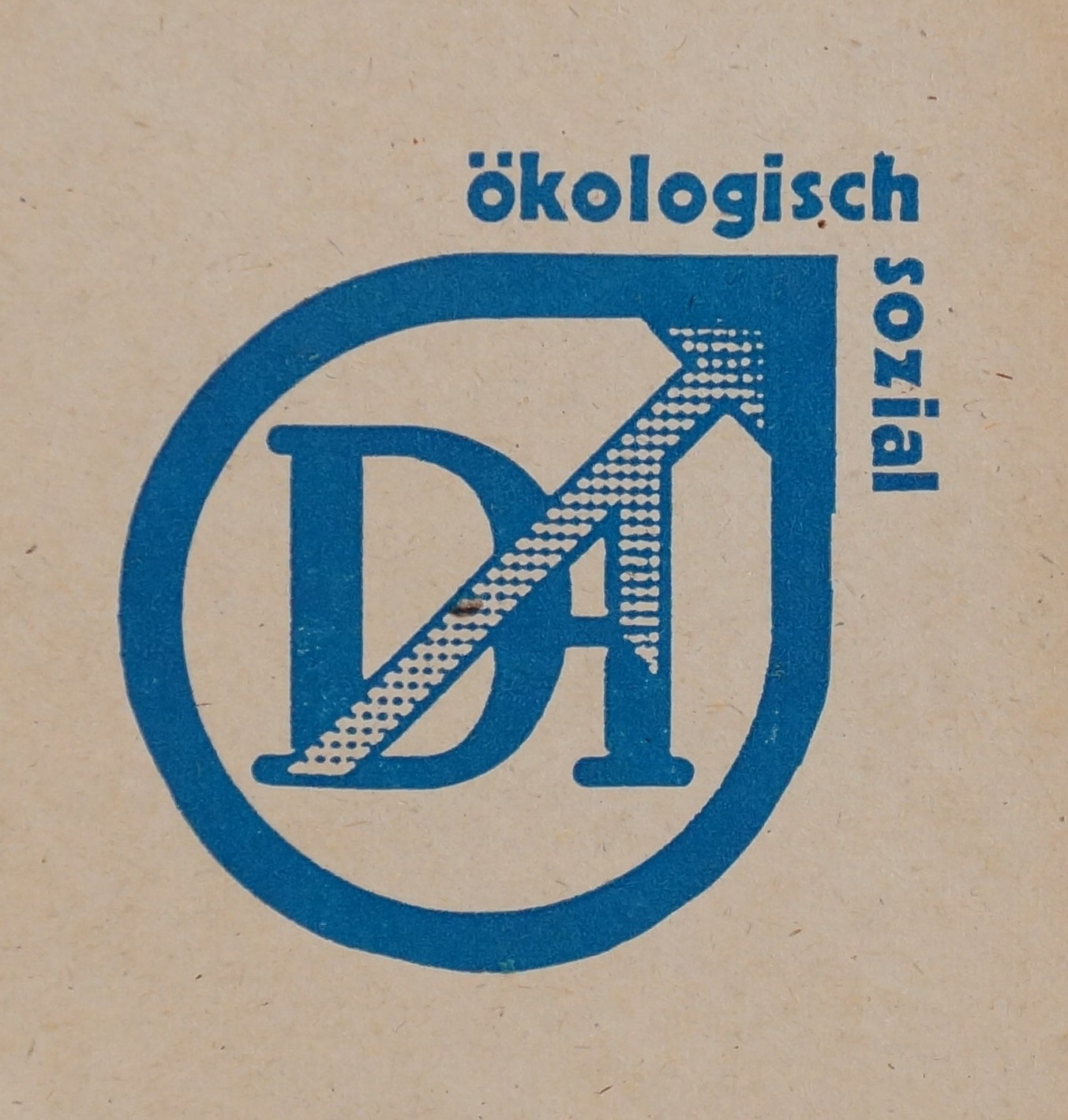
Älteres Logo

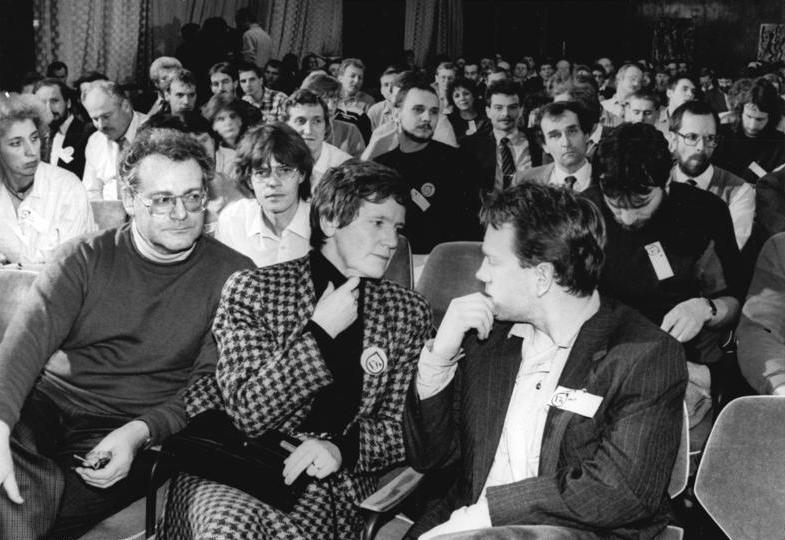
Rita Süssmuth als Vertreterin der CDU (West) auf dem Gründungsparteitag des DA im Dezember 1989

Der Demokratische Aufbruch (DA) war zunächst eine politische Gruppierung in der Deutschen Demokratischen Republik (DDR), die sich am 29. Oktober 1989, in der Zeit der Wende und friedlichen Revolution, gründete. Auf dem Parteitag am 16. /17. Dezember 1989 in Leipzig erfolgte eine programmatische Umorientierung nach rechts, worauf prominente Gründungsmitglieder die Partei verließen. Angela Merkel wurde Pressesprecherin. Der DA trat am 5. Februar 1990 dem Wahlbündnis Allianz für Deutschland bei, um gemeinsam zu den Volkskammerwahlen 1990 am 18. März 1990 zu kandidieren. Kurz vor der Wahl wurde der Vorsitzende der Partei Wolfgang Schnur als langjähriger Inoffizieller Mitarbeiter (IM) des Ministeriums für Staatssicherheit (MfS) enttarnt. Der DA bekam daraufhin mit 0,9 % der Stimmen das mit Abstand schlechteste Ergebnis innerhalb der Allianz für Deutschland bei der ersten freien Wahl zur Volkskammer. Der DA bestand bis zu seiner Fusion mit der ehemaligen Blockpartei CDU-Ost am 4. August 1990. 

## Geschichte
Vorläufer des DA war eine im August 1989 in Ost-Berlin gegründete Initiativgruppe mit überwiegend kirchlichen Vertretern, darunter die prominenten Pfarrer Rainer Eppelmann und Friedrich Schorlemmer sowie der Jurist Wolfgang Schnur. Weitere Gründungsmitglieder waren Rudi-Karl Pahnke und Thomas Welz. Der volle Name der geplanten politischen Vereinigung lautete Demokratischer Aufbruch – sozial – ökologisch (DA). Das Gründungsmitglied Edelbert Richter wurde mit der Ausarbeitung eines Programms beauftragt, Schnur sollte ein Statut entwerfen.
Ein zweites Treffen war im Oktober geplant, doch die Dynamik der politischen Umbrüche im Herbst 1989 erzwang ein früheres Handeln. Als sich am 9. September die Sammlungsbewegung Neues Forum gegründet hatte, ging Richter am 14. September während einer Besuchsreise in der Bundesrepublik Deutschland an die Öffentlichkeit. Am 26. September stellte er den Demokratischen Aufbruch in der DDR, in Erfurt, öffentlich vor. Zwei Tage später fand im Erfurter Augustinerkloster die erste Mitgliederversammlung statt. Das Treffen am 1. Oktober, an dem unter anderem Günter Nooke und Daniela Dahn teilnahmen, fand in der Berliner Wohnung von Ehrhart Neubert statt und wurde von der Staatssicherheit massiv behindert, zahlreiche Mitglieder und Interessierte wurden ausgesperrt. Die Staatssicherheit hatte das Telefon der Wohnung zeitweise gesperrt, die Leitung dann aber wieder freigegeben, um es abhören zu können. Die Teilnehmer nutzten dies, um westdeutsche Sender zu informieren, die noch während der Versammlung darüber berichteten. Am Abend wurden programmatische Texte dem Magazin Der Spiegel übergeben und die Gründung des DA erklärt. In seinem Programm suchte der DA zunächst einen Kompromiss zwischen der Idee des demokratischen Sozialismus und liberalen Ideen und forderte Reformen am DDR-System.
Regulär wurde der Demokratische Aufbruch auf einem zweiten Treffen am 29. Oktober 1989 mit über hundert Vertretern im Evangelischen Diakoniewerk Königin Elisabeth (heute Evangelisches Krankenhaus Königin Elisabeth Herzberge) gegründet und mit einem Statut versehen, das Kommunikations- und Leitungsstruktur festlegte. Es wurde beschlossen, dass sich der DA bis zum Mai 1990 in eine politische Partei umwandeln solle. Zum Vorsitzenden wurde Wolfgang Schnur gewählt.
Im Dezember 1989 erfolgte eine programmatische Umorientierung. Ein Entwurf einer Arbeitsgruppe um Christoph Kähler bildete die Grundlage des Programms, das auf dem Parteitag am 16. und 17. Dezember in Leipzig verabschiedet wurde. Sozialismusvorstellungen verschwanden aus den Überlegungen, während sich die Orientierung an der Marktwirtschaft rasch durchsetzte. Die Deutsche Einheit wurde als Ziel formuliert, allerdings war dies innerparteilich heftig umstritten. Mit dem „Leipziger Programm“ stand der Demokratische Aufbruch im Reigen der neu gegründeten und insgesamt noch stark politisch linkem Gedankengut anhängenden oppositionellen Bewegungen relativ weit rechts. Linksgerichtete Gründungsmitglieder wie Friedrich Schorlemmer und Daniela Dahn verließen daraufhin die Partei. Angela Merkel wurde Pressesprecherin, Oswald Wutzke Generalsekretär der Partei.

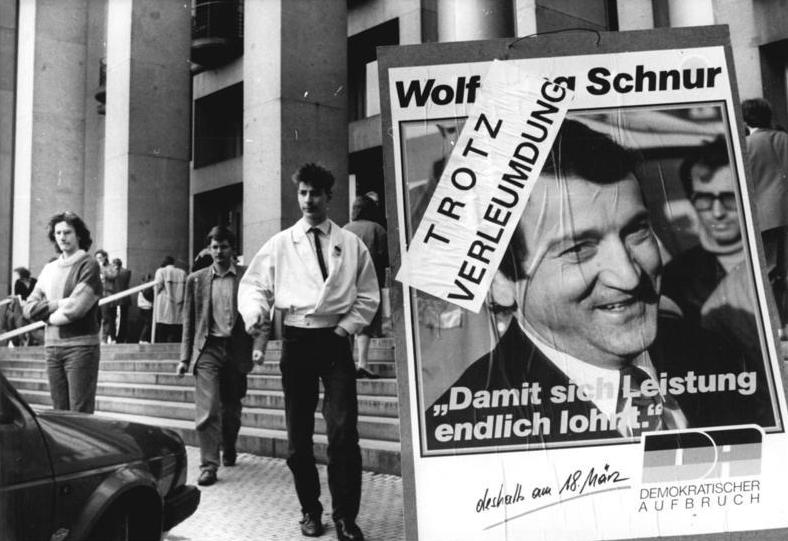
Wahlplakat des DA mit dem Bild Wolfgang Schnurs vor der Volkskammerwahl

Vom 18. Dezember 1989 bis zum 12. März 1990 gehörte der Demokratische Aufbruch mit zwei Sitzen dem Zentralen Runden Tisch an. Teilnehmer waren Wolfgang Schnur und Rainer Eppelmann.
Am 5. Februar 1990 trat der DA dem Wahlbündnis „Allianz für Deutschland“ mit der Deutschen Sozialen Union (DSU) und der CDU-Ost bei. Der Vorsitzende Wolfgang Schnur prophezeite, der künftige Ministerpräsident der DDR zu sein. Eine knappe Woche vor der Volkskammerwahl wurde unter anderem durch einen Bericht des Magazins Der Spiegel bekannt, dass Wolfgang Schnur ein IM der Staatssicherheit war. Er hatte langjährig Dissidenten, die er anwaltlich vertreten hatte, denunziert und das MfS von Anfang an über jeden Schritt des DA informiert. Schnur brach zusammen und erklärte am 14. März 1990 seinen Rücktritt. Für den Demokratischen Aufbruch hatte die Aufdeckung einen katastrophalen Glaubwürdigkeitsverlust zur Folge. Nachfolger als Parteivorsitzender und Spitzenkandidat wurde Rainer Eppelmann. 
Die Allianz gewann die Wahl zur Volkskammer; dabei war der DA mit 0,9 % und vier Sitzen jedoch der mit Abstand schwächste Partner des Wahlbündnisses. Rainer Eppelmann, der zuvor ab Februar 1990 als Minister ohne Geschäftsbereich der zweiten Regierung Modrow des Ministerpräsidenten Hans Modrow angehörte, wurde am 12. April 1990 Minister für Abrüstung und Verteidigung in der frei gewählten DDR-Regierung.
Am 4. August 1990 fusionierte der DA mit der CDU der DDR, mit der sie seit dem 18. März bereits in der Volkskammer eine Fraktionsgemeinschaft bildete. Diese vereinigte sich wiederum zwei Monate später, am 1. und 2. Oktober 1990, mit der westdeutschen CDU.

## Parteivorsitzende
- 16. Dezember 1989–14. März 1990: Wolfgang Schnur
- 15. März 1990–21. April 1990: Rainer Eppelmann (kommissarisch)
- 22. April 1990–4. August 1990: Rainer Eppelmann

## Bekannte Mitglieder
Bekannte Mitglieder waren unter anderem Daniela Dahn, Katrin Göring-Eckardt, Angela Merkel, Ehrhart Neubert und Hildigund Neubert, Günter Nooke, Edelbert Richter und Friedrich Schorlemmer.